# Lenne (Ruhr)
Die Lenne ist ein 129,1 km langer, orografisch linker und südöstlicher Nebenfluss der Ruhr in Nordrhein-Westfalen. Mit einem durchschnittlichen Abfluss von 30,1 m³/s ist sie der wasserreichste und damit der wichtigste Zufluss der Ruhr. Zur Stromerzeugung ist er an vielen Stellen aufgestaut.

## Name
Der Fluss wird im 13. Jh. erstmals schriftlich erwähnt (supra oder super Lenam). Der Name leitet sich wahrscheinlich vom germanischen Adjektiv *lina- mit der Bedeutung „sanft, mild“ ab.

## Geographie

### Verlauf

#### Lennequelle

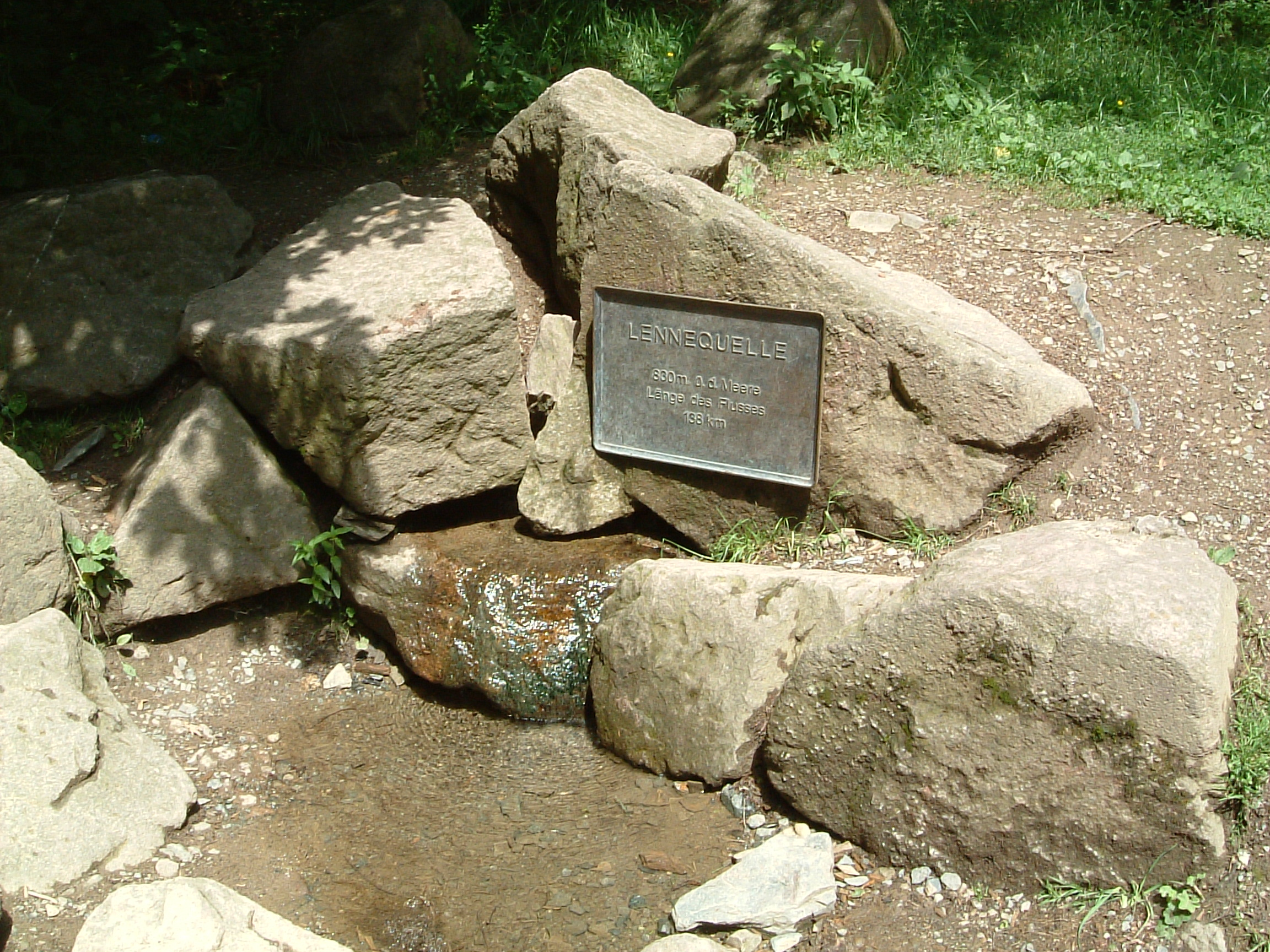
Die Lennequelle

Die Lenne entspringt innerhalb des Hochsauerlandes im Rothaargebirge. Die Lennequelle liegt nahe der Winterberger Kernstadt, etwa 315 m westlich vom Gipfel des Kahlen Astens (841,9 m) und des dort stehenden Aussichtsturms Astenturm auf etwa 825 m ü. NHN. Vor Ort wurde eine kleine Metalltafel mit dieser Inschrift angebracht: „LENNEQUELLE – 830 m ü.d.Meere – Länge des Flusses 138 km“. Dort genannte Höhe und Länge stehen im Gegensatz zu den von der Bezirksregierung Köln genannten Werten: 825 m Höhe und 129,1 km Länge. Auf dem Lehrpfad Kahler Asten und den Rothaarsteig, die beide durch die Hochheide führen, gelangt man zur Quelle.

#### Oberlauf

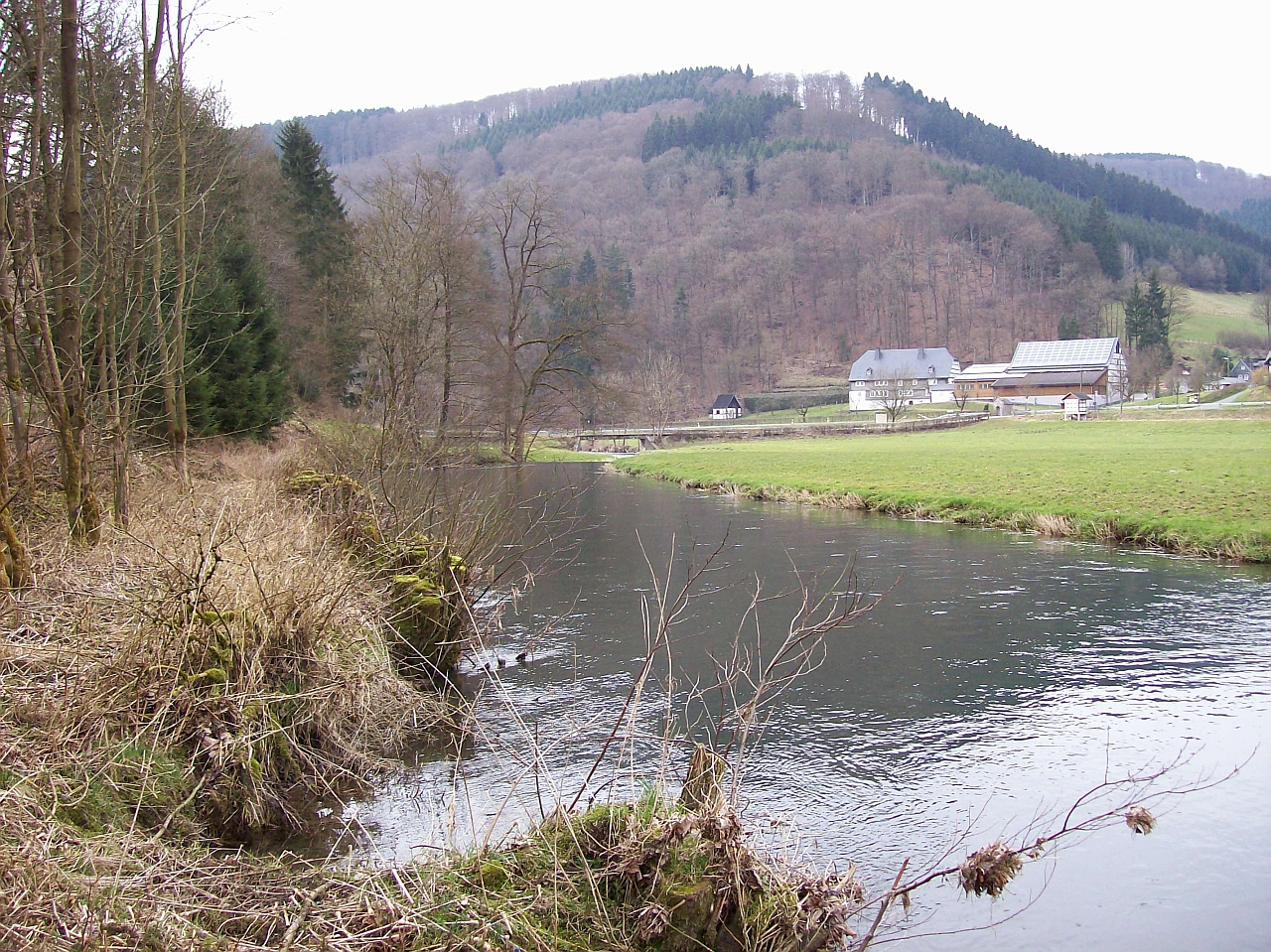
Lenne in Schmallenberg-Hundesossen

Von ihrer Quelle aus fließt die Lenne durch das Sauerland zuerst vorrangig in westliche Richtungen. Dabei durchfließt sie die Schmallenberger Ortsteile Westfeld, Inderlenne und Oberkirchen. Zwischen Westfeld und Oberkirchen mündet rechtsseitig der bei Altastenberg entspringende Nesselbach, in Inderlenne rechtsseitig die Esenbeck und danach in Winkhausen rechtsseitig die Sorpe ein. Unterhalb von Gleidorf, wo der Gleierbach rechtsseitig einmündet, erreicht die Lenne die Schmallenberger Kernstadt. Hier fließt ihr linksseitig die von Osten kommende Grafschaft zu. Drei Kilometer weiter durchfließt die Lenne Fleckenberg, wo auch linksseitig die Latrop mündet.

#### Mittellauf

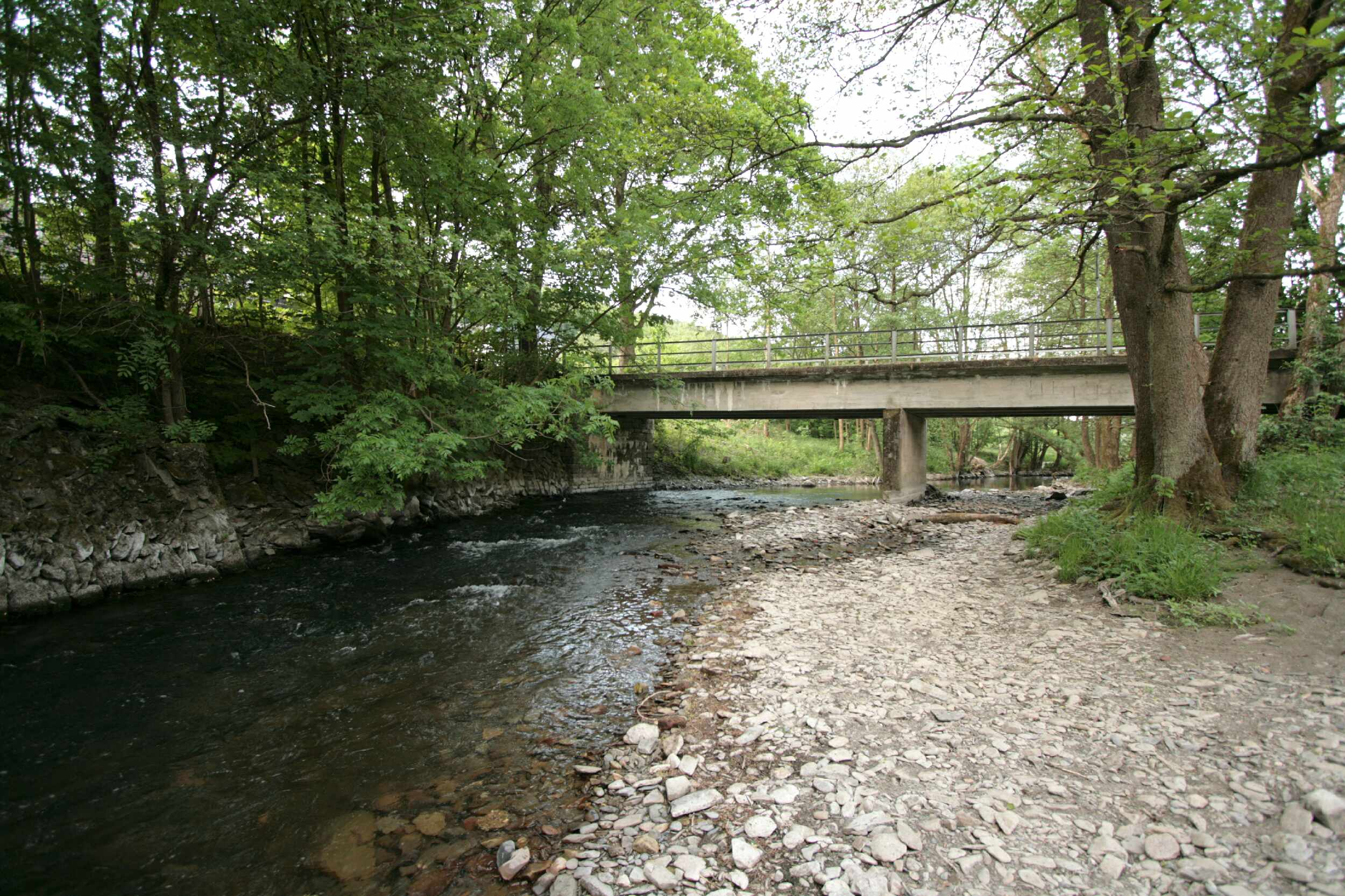
Lenneübergang des Kriegerweg in Gleierbrück

Die nächste größere Ortschaft am Flusslauf ist das zu Lennestadt gehörende und an den Saalhauser Bergen liegende Saalhausen, wonach er die Lennestädter Ortsteile Langenei und Kickenbach passiert. Dann fließt die Lenne nach und durch den Ortsteil Altenhundem, wo linksseitig die aus Süden kommende Hundem einmündet. Ab Altenhundem verläuft der Fluss im Mittel- und später auch im Unterlauf in einem stark mäandrierenden und mit Höhenunterschieden von über 300 m teils stark eingegrabenen Tal in nordwestliche Richtung. Nach dem Passieren der Ortsteile Meggen und Maumke erreicht sie den Ortsteil Grevenbrück. Hier mündet rechtsseitig der Elspebach ein.
Unterhalb von Grevenbrück erreicht die Lenne das Gemeindegebiet von Finnentrop, wo sie an den Nordostausläufern des Ebbegebirges vorbeifließt. Hier mündet linksseitig die aus Südwesten kommende und bei Attendorn zum Biggesee gestaute Bigge ein, die mit 44,6 km Länge der längste Lenne-Zufluss ist. Ein weiterer größerer Nebenfluss auf Finnentroper Gebiet ist der Fretterbach, der bei Lenhausen rechtsseitig einmündet. Hinter Rönkhausen, ab dort passiert die Lenne das Lennegebirge, erreicht sie das Stadtgebiet von Plettenberg.
Plettenberg selbst wird von der Else durchflossen, die im Ortsteil Eiringhausen von Süden kommend der Lenne zufließt. Etwas flussabwärts passiert die Lenne noch den Ortsteil Ohle, bevor sie Plettenberg Richtung Werdohl verlässt. In Werdohl macht der Flusslauf drei Mäander. Ferner mündet hier die aus Süden kommende Verse ein. Unterhalb des Ortsteils Ütterlingsen erreicht der Fluss das Stadtgebiet von Altena, wo die Steinerne Brücke über den Fluss führt. Hier mündet linksseitig die aus Süden kommende Rahmede und in Altena nach Umfließen des Schlossbergs mit der Burg Altena rechtsseitig die Nette in die Lenne.
Weitere zu Altena gehörende Ortschaften am Flusslauf sind Mühlendorf, Linscheid, Knerling und Pragpaul. Das anschließend von der Lenne passierte Opperhusen gehört zu Nachrodt-Wiblingwerde, an dessen Ortsteilen Einsal, Obstfeld und Nachrodt der Fluss danach vorbeifließt.

#### Unterlauf
Nach dem Passieren der Stadtgrenze von Iserlohn im Bereich des Stadtteils Letmathe erreicht die Lenne das ebenfalls zu Iserlohn gehörende Lasbeck. Vor Erreichen von Letmathe mündet rechtsseitig der Grüner Bach ein. Die Lenne macht hier einen Bogen nach Süden und erreicht mit der rechtsseitigen Ortslage Oege und dem linksseitigen Hohenlimburg das Stadtgebiet von Hagen, wo sie ihr Lauf wieder nach Nordwesten führt.
Der in das Flussbett der Lenne eingebaute Wildwasserpark Hohenlimburg ist eine künstliche und etwa 300 m lange Wildwasseranlage, die als Kanuslalom-Wettkampfstrecke genutzt wird. Wenig später wird das ebenfalls zu Hagen bzw. Hohenlimburg gehörende Elsey erreicht.

Die Lenne am  Unterlauf
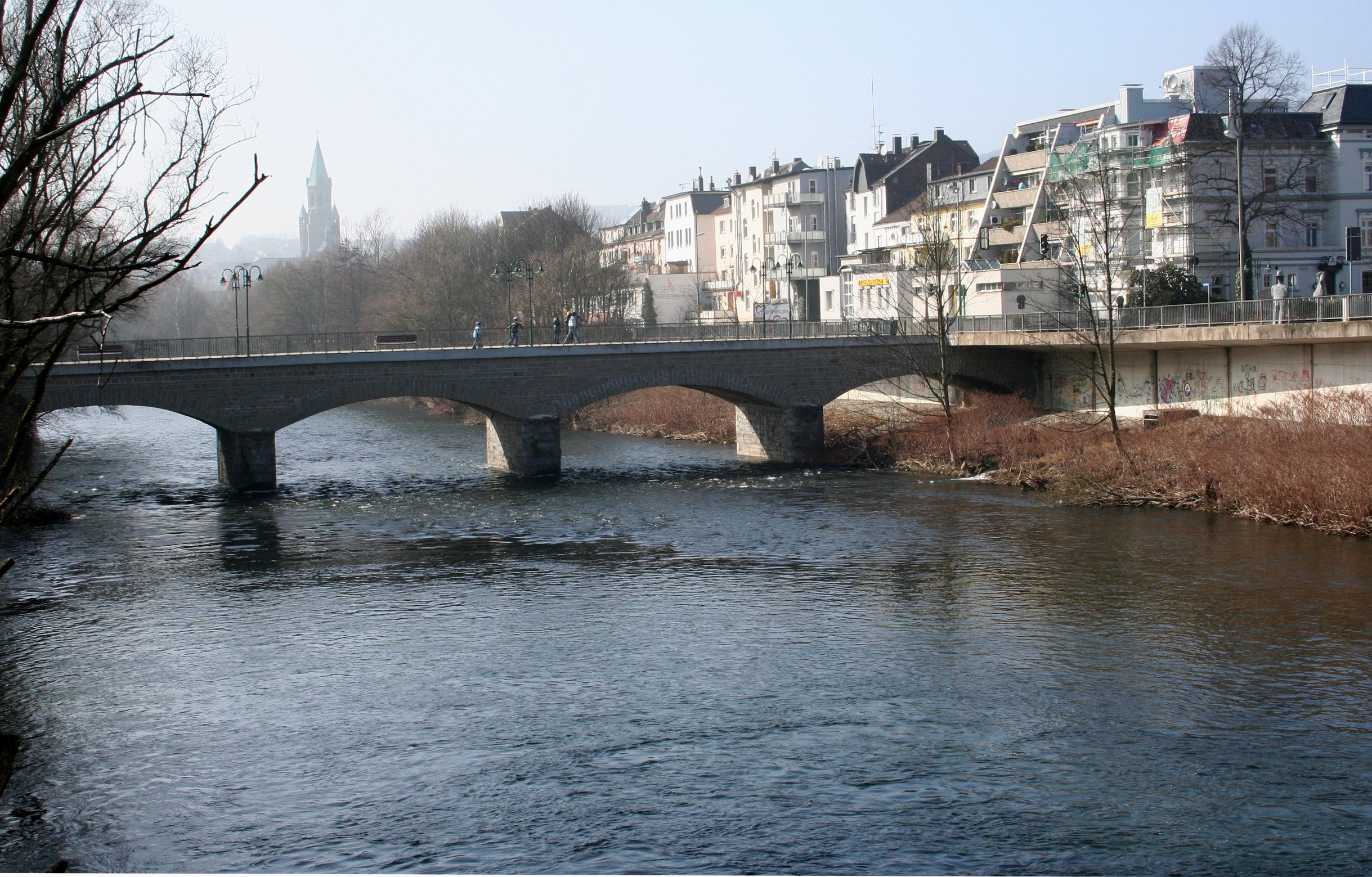
Die Lenne in Iserlohn-Letmathe
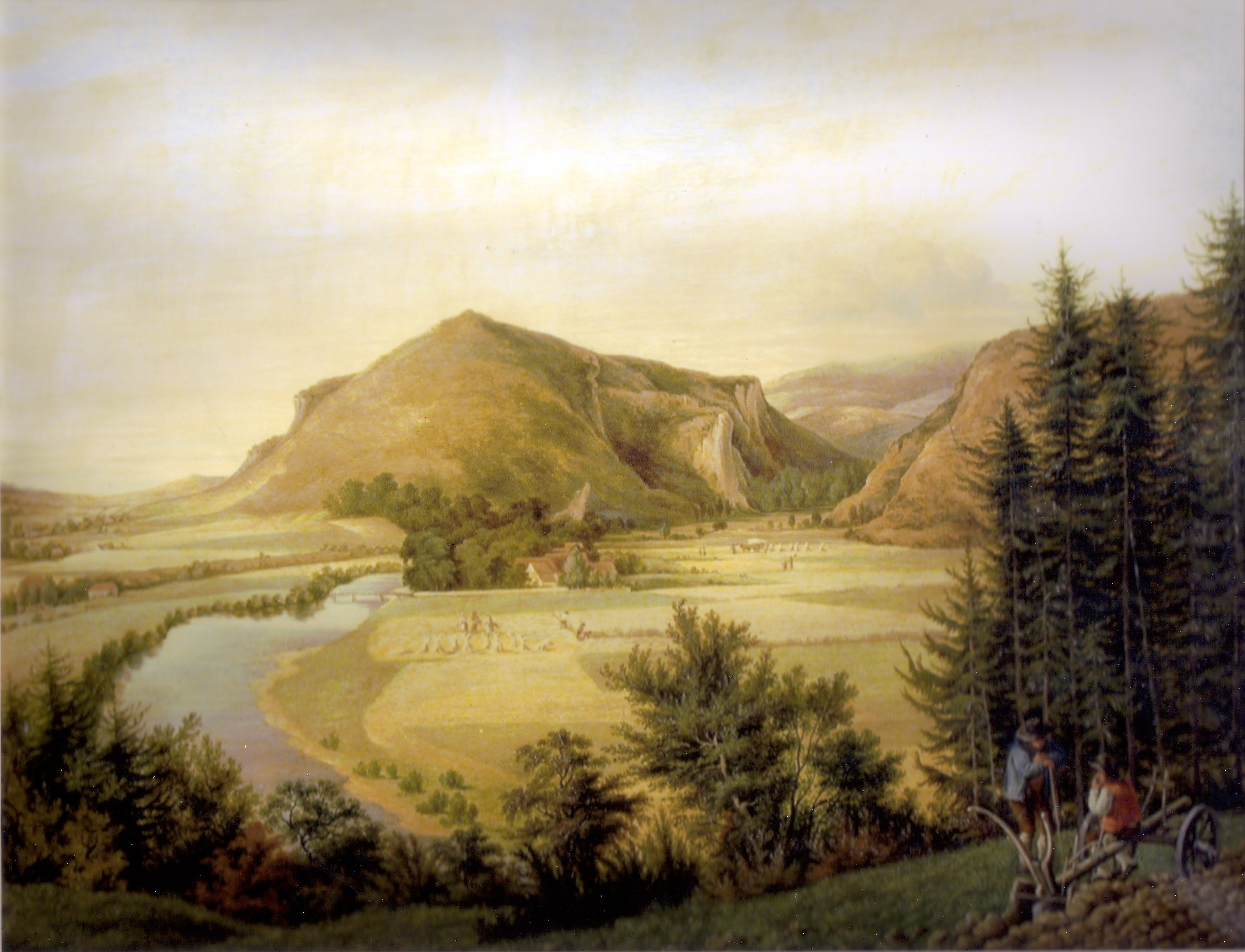
Lennebogen bei Letmathe, Gemälde von Ursula Magdalena Reinheimer, 1802
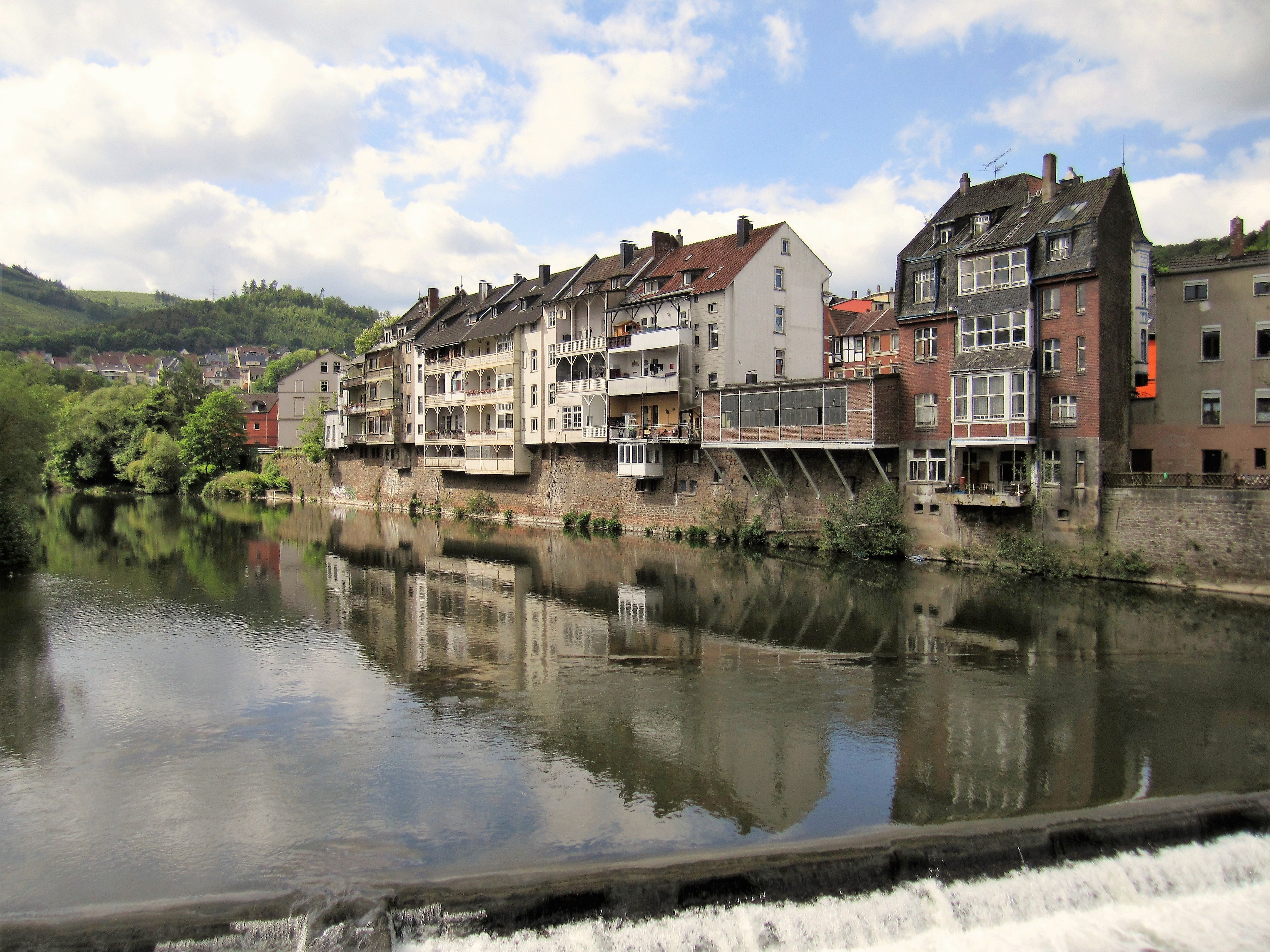
Lenne in Hagen-Hohenlimburg
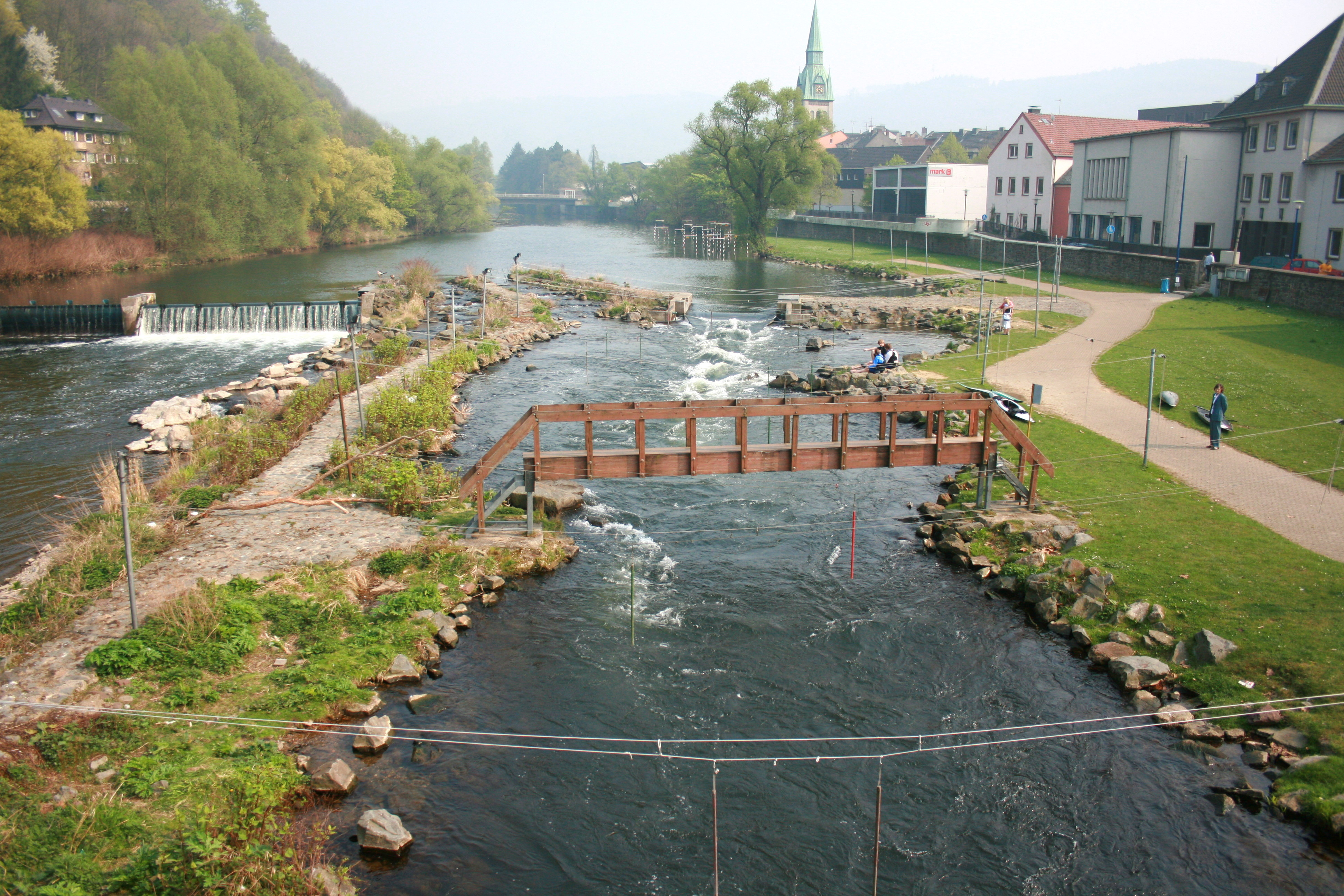
Wildwasserpark Hohenlimburg

#### Mündung

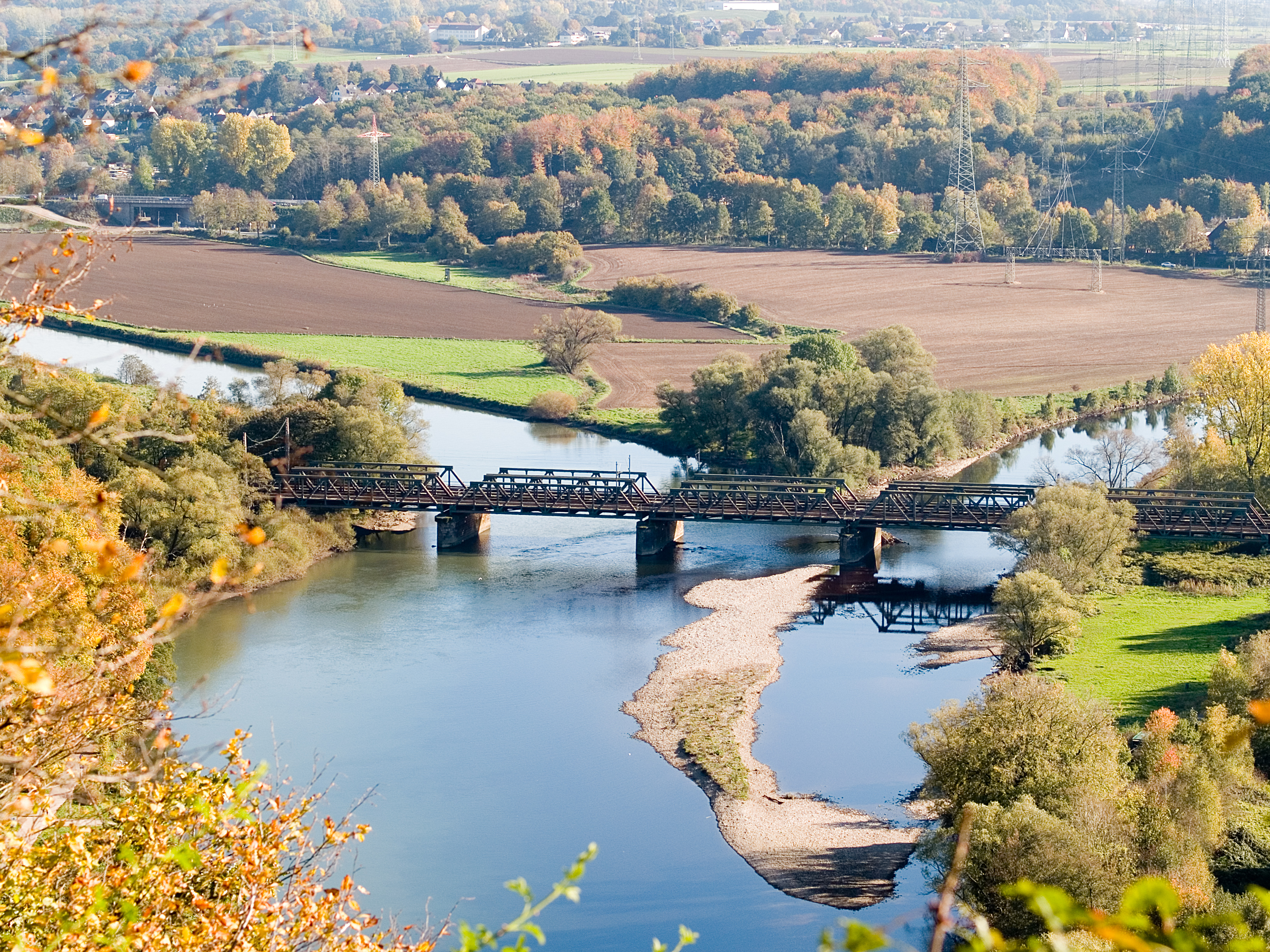
Die Lennemündung in die Ruhr unterhalb der Hohensyburg

Schließlich fließt die Lenne östlich an der Hagener Kernstadt vorbei, um bei dessen Ortslage Bathey linksseitig auf 96,8 m Höhe in den dort von Osten kommenden Rhein-Nebenfluss Ruhr zu münden. Gegenüber der Mündung liegt die Hohensyburg.
Auf ihrem 129,1 km langen Weg überwindet die Lenne einen Höhenunterschied von 727 m, was einem mittleren Sohlgefälle von 5,6 ‰ entspricht.
In ihrem Unterlauf hat die Lenne ein mittleres Abflussvolumen von 30,1 m³/s und führt somit fast zu einer Verdopplung der Wasserführung der Ruhr.

### Einzugsgebiet
Das  1352,233 km² große Einzugsgebiet der Lenne liegt im Süderbergland und wird durch sie über die Ruhr und den Rhein  zur Nordsee entwässert.
Es setzt wie folgt zusammen:
- 07,8 % – Siedlungs- und Verkehrsflächen
- 00,9 % – industrielle und gewerbliche Flächen
- 00,8 % – Wasserflächen
- 58,6 % – Waldflächen
- 31,9 % – landwirtschaftliche Flächen[7]

### Nebenflüsse
Wichtigster Nebenfluss der Lenne ist die 44,6 km lange Bigge, die mit einem 369,133 km² großen Einzugsgebiet zu 27,3 % zu dem Wasser der Lenne beiträgt. Weitere wichtige Zuflüsse sind Hundem, Else und Verse, deren Einzugsgebiet größer als 50 km² ist. Im Folgenden sind zahlreiche Nebenflüsse der Lenne, von ihrer Quelle zur Mündung, aufgelistet. Genannt sind die Länge, die Lage der Mündung sowie, falls verfügbar, die Größe des jeweiligen Einzugsgebietes. Aufgeführt sind nur Zuflüsse mit einer Länge von mehr als 2 km oder einem Einzugsgebiet größer als 5 km².
| Name             | Seite  | Länge (km) | EZG (km²) | MQ ( m³/s) | Quell-          | Mündungs-       | Stat. (km) | GKZ       |
| Name             | Seite  | Länge (km) | EZG (km²) | MQ ( m³/s) | höhe (m ü. NHN) | höhe (m ü. NHN) | Stat. (km) | GKZ       |
| ---------------- | ------ | ---------- | --------- | ---------- | --------------- | --------------- | ---------- | --------- |
| Schwarzes Siepen | rechts | 5,1        | 6,185     |            | 750             | 498             | 122,5      | 2766-112  |
| Nesselbach       | rechts | 7,4        | 10,729    |            | 723             | 459             | 119,3      | 2766-12   |
| Waldsiepen       | links  | 4,8        | 6,508     |            | 735             | 432             | 117,0      | 2766-132  |
| Hartmecke        | links  | 4,3        | 5,102     |            | 733             | 429             | 116,8      | 2766-134  |
| Sorpe            | rechts | 10,3       | 16,607    |            | 650             | 405             | 114,0      | 2766-14   |
| Gleierbach       | rechts | 7,1        | 10,969    |            | 674             | 389             | 111,5      | 2766-16   |
| Grafschaft       | links  | 6,4        | 12,398    |            | 644             | 368             | 108,2      | 2766-18   |
| Latrop           | links  | 11,0       | 30,019    |            | 694             | 349             | 104,4      | 2766-192  |
| Harbecke         | rechts | 2,3        | 3,700     |            | 530             | 348             | 100,4      | 2766-1932 |
| Uentrop          | links  | 5,8        | 9,506     |            | 630             | 335             | 101,2      | 2766-194  |
| Milchenbach      | links  | 4,7        | 8,540     |            | 590             | 322             | 98,4       | 2766-196  |
| Gleierbach       | rechts | 5,0        | 10,120    |            | 486             | 301             | 94,0       | 2766-198  |
| Hundem           | links  | 14,5       | 128,946   |            | 614             | 269             | 86,4       | 2766-2    |
| Elspebach        | rechts | 12,1       | 42,477    |            | 446             | 247             | 79,1       | 2766-34   |
| Veischedebach    | links  | 16,6       | 42,829    |            | 510             | 245             | 78,4       | 2766-36   |
| Repe             | links  | 11,4       | 26,367    |            | 495             | 241             | 77,3       | 2766-38   |
| Bigge            | links  | 44,6       | 369,133   |            | 427             | 233             | 73,6       | 2766-4    |
| Fretterbach      | rechts | 16,7       | 44,772    |            | 443             | 224             | 68,3       | 2766-52   |
| Glingebach       | rechts | 6,6        | 12,623    |            | 477             | 220             | 66,1       | 2766-54   |
| Else             | links  | 12,9       | 96,178    |            | 417             | 203             | 56,6       | 2766-6    |
| Almecke          | links  | 6,4        | 6,625     |            | 489             | 192             | 51,0       | 2766-74   |
| Verse            | links  | 24,5       | 79,966    |            | 539             | 182             | 45,4       | 2766-8    |
| Rahmede          | links  | 11,7       | 29,854    |            | 385             | 158             | 30,0       | 2766-92   |
| Nette            | rechts | 8,0        | 14,788    |            | 458             | 158             | 28,2       | 2766-94   |
| Brachtenbecke    | links  | 4,4        | 7,152     |            | 442             | 157             | 25,3       | 2766-952  |
| Lasbecker Bach   | links  | 5,5        | 5,712     |            | 432             | 132             | 18,2       | 2766-956  |
| Grüner Bach      | rechts | 11,6       | 25,183    |            | 457             | 128             | 16,1       | 2766-96   |
| Flehmer Bach     | rechts | 3,4        | 2,734     |            |                 |                 |            | 2766-972  |
| Nahmerbach       | links  | 11,2       | 25,948    |            | 446             | 117             | 10,5       | 2766-98   |
| Holthauser Bach  | links  | 5,3        | 7,628     |            | 345             | 111             | 7,8        | 2766-992  |
| Hasselbach       | rechts | 3,9        | 3,119     |            | 233             | 107             | 6,6        | 2766-994  |
| Wannebach        | rechts | 6,2        | 8,782     |            | 236             | 107             | 5,4        | 2766-996  |

## Hochwasser
Aufzeichnungen von Hochwasserereignissen aus den Jahren 1682, 1808 bis 1998 sowie im Juli 2021 zeigen, dass es häufig zu Überschwemmungen am Unterlauf der Lenne kam. Durch den Bau der Biggetalsperre verringerte sich die Hochwassergefahr. Die Orte Altena, Werdohl und Plettenberg sind jedoch auch heute noch überschwemmungsgefährdet. Der Hochwasserwarndienst der Bezirksregierung Arnsberg gibt für die Pegel in Lennestadt-Kickenbach, Finnentrop-Rönkhausen und Altena aktuelle Messwerte bekannt.

## Natur und Umwelt

### Gewässergüte und -strukturgüte und Schutzgebiete

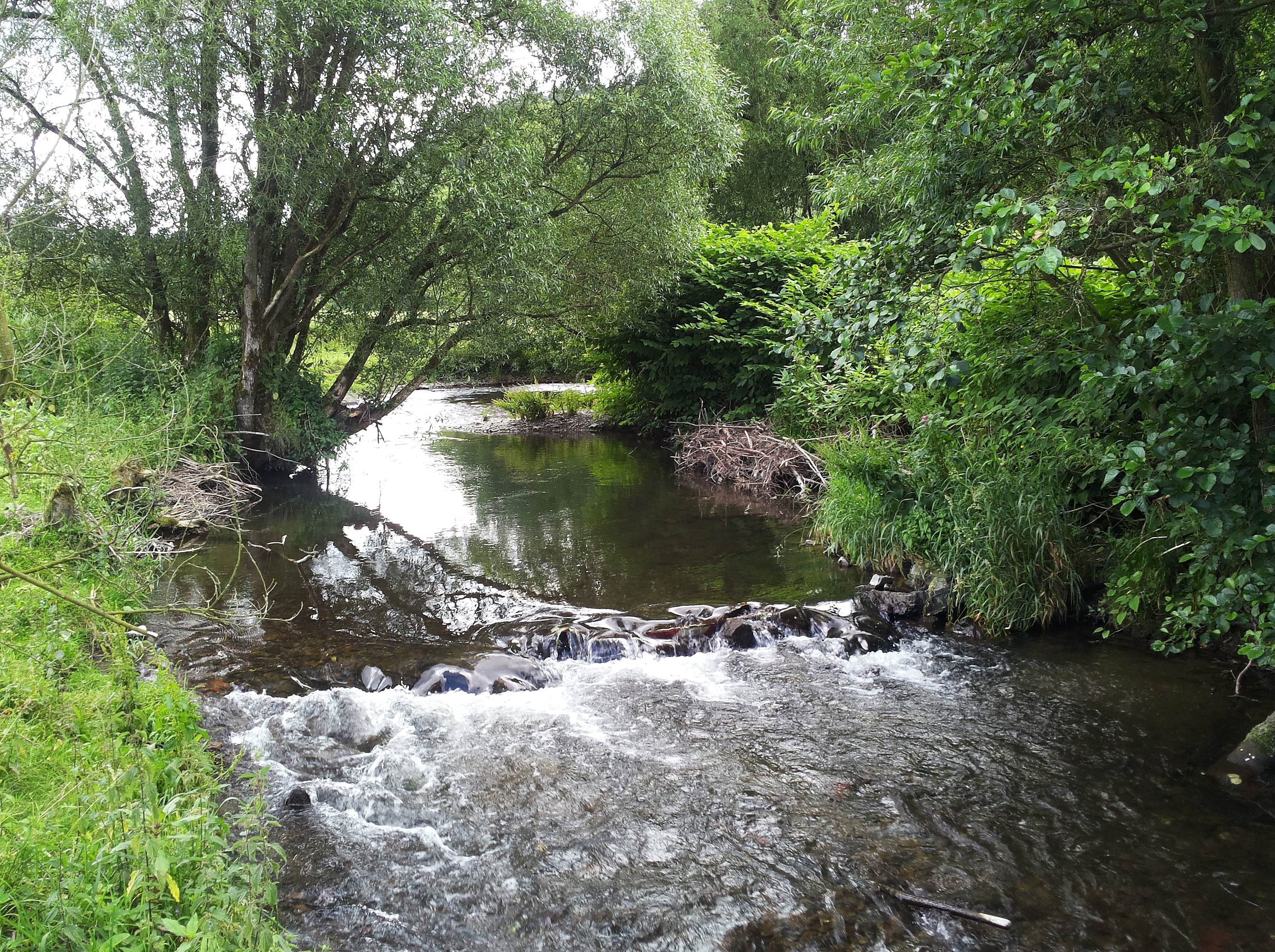
Naturschutzgebiet Lennetal unterhalb von Schmallenberg

Die Gewässergüte wurde 2003/4 auf weiten Strecken mit kritisch belastet (Güteklasse II-III), in Teilbereichen auch mit stark verschmutzt (Güteklasse III) angegeben. Nur auf der Strecke zwischen Quelle und Einmündung der Latrop wurde die Gewässergüte überwiegend mit mäßig belastet, in Teilbereichen mit gering belastet angegeben.
Die Gewässerstrukturgüte der Lenne wurde im Bereich von der Quelle bis zur Einmündung der Latrop überwiegend mit mäßig bis deutlich verändert (Güteklassen 3 und 4) angegeben. Im weiteren Verlauf wurde die Lenne überwiegend als stark bis vollständig verändert (Güteklassen 5 bis 7) angegeben.
Teile des Lennelaufs sind als Naturschutzgebiete (NSG) – zum Beispiel NSG Oberes Lennetal in Schmallenberg, NSG Oberes Lennetal in Winterberg, NSG Lennetal unterhalb von Schmallenberg – und als FFH-Gebiet ausgewiesen.

### Fauna
In der Lenne kommen unter anderem Forellen und Äschen vor. An der Lenne wurden bisher Graureiher, Silberreiher, Eisvogel, Wasseramsel, Gebirgsstelze und Stockente als Brutvögel nachgewiesen. Als Nahrungsgäste treten Kormoran und Schwarzstorch auf.

## Wirtschaft und Verkehr

### Kraftwerke
Der Lenne kommt eine wichtige Funktion bei der Versorgung der an ihr gelegenen Industriebetriebe mit Brauchwasser zu. Das ehemalige Kohlekraftwerk bei Werdohl wurde mit Wasser aus der Lenne gekühlt. Als regenerativer Energieträger wird die Lenne bereits seit den 1920er Jahren durch rund zwölf Laufwasserkraftwerke genutzt. Um Plettenberg liegen drei Werke: Bockeloh, Ohle, Siesel.
Auch für die Wasserversorgung des Ruhrgebiets hat die Lenne eine wichtige Funktion.

### Verkehr
Entlang der Lenne verlaufen auf weiten Strecken Straßen. Zwischen Westfeld und Oberkirchen ist es die Landesstraße L 640, die dann von der Bundesstraße 236 abgelöst wird. Diese Bundesstraße begleitet den Fluss bis Iserlohn-Letmathe, wo sie heute auf die Bundesautobahn 46 geführt wird. Diese Autobahn kreuzt die Lenne westlich von Letmathe. Etwas flussabwärts wird sie von der Bundesautobahn 45 gequert. Bis zur Mündung wird die Lenne noch von der Kreisstraße K 3 begleitet. In Sichtweite zur Mündung quert die Bundesautobahn 1 die Lenne.
Ferner wird die Lenne zwischen Hagen und Altenhundem von der Lennetalbahn begleitet. Diese Bahnstrecke verlässt das Flusstal in Altenhundem und führt weiter nach Siegen. Zudem verläuft der 140 km lange Radwanderweg Lenneroute entlang des Flusses.

## Kultur
Das Durchflussgebiet der Lenne sowie das Lennegebirge sind Handlungsschauplätze des Romans „Der Femhof“ von Josefa Berens-Totenohl. Die Gruppe Zoff bezeichnete in ihrem Titel „Sauerland“ Lennestrand und Lennesand als erwünschte Orte der ewigen Ruhestätte.